# Epalpodes equatoralis
Epalpodes equatoralis là một loài ruồi trong họ Tachinidae.